# Alejandro Darío Delorte
Alejandro Darío Delorte est un footballeur argentin né le 2 juin 1978 à Cabildo.

## Carrière
| année     | club                     | pays              | matches | buts |
| --------- | ------------------------ | ----------------- | ------- | ---- |
| 2000-2001 | Olimpo                   | Argentine         | 16      | 7    |
| 2001-2002 | Olimpo                   | Argentine         | 13      | 2    |
| 2002-2003 | Olimpo                   | Argentine         | 23      | 1    |
| 2003-2004 | Olimpo                   | Argentine         | 34      | 11   |
| 2004-2005 | Olimpo                   | Argentine         | 36      | 8    |
| 2005-2006 | Olimpo Gimnasia La Plata | Argentine         | 18 17   | 4 3  |
| 2006-2007 | Peñarol Brescia          | Uruguay Italie    | 15 0    | 5 0  |
| 2007-2008 | Argentinos Juniors       | Argentine         | 32      | 8    |
| 2008-2009 | Aris Salonique           | Grèce             | 4       | 0    |
| 2009      | Deportivo Táchira        | Venezuela         | 12      | 5    |
| 2009-2010 | Olimpo                   | Argentine         | 37      | 7    |
| 2010-2011 | Olimpo Oriente Petrolero | Argentine Bolivie | 12 14   | 1 6  |
| 2012      | Gimnasia Jujuy           | Argentine         | 18      | 4    |
| 2012-2013 | Gimnasia Mendoza         | Argentine         | 21      | 7    |